# Luxemburgische Männer-Handballnationalmannschaft
Die luxemburgische Männer-Handballnationalmannschaft ist die Auswahl luxemburgischer Handballspieler, die die Fédération Luxembourgeoise de Handball (FLH) auf internationaler Ebene, bei Länderspielen und internationalen Turnieren vertritt.

## Hallenhandball
Die Mannschaft konnte sich im Jahr 1958 für die Hallenweltmeisterschaft in der Deutschen Demokratischen Republik qualifizieren. Nach drei Vorrundenniederlagen gegen die gesamtdeutsche Mannschaft (4:46), Norwegen (8:41) und Frankreich (8:41) schied Luxemburg als schlechteste Mannschaft des Turniers aus.
Für eine Europameisterschaft oder ein olympisches Turnier konnte sich die Mannschaft Luxemburgs bisher nicht qualifizieren.
Bei der EHF Challenge Trophy 2007 unterlag die Auswahl bei ihrer einzigen Teilnahme im Finale Georgien. 
1981 wurde die Auswahl zur luxemburgischen Mannschaft des Jahres gewählt.

## Feldhandball
In der Ewigen Tabelle der bis 1966 ausgetragenen Feldhandball-Weltmeisterschaften belegt Luxemburg mit sechs Niederlagen in sechs Spielen den 22. und damit letzten Rang. 1938, 1948, 1952 und 1955 kassierte das Team 125 Gegentore bei nur 20 erzielten Treffern.